# House Flipper
House Flipper ist ein Simulationsspiel für Microsoft Windows, macOS, PlayStation 4, Xbox One und Nintendo Switch aus dem Jahr 2018, das den Prozess der Renovierung und die dazugehörigen handwerklichen Tätigkeiten simuliert. Für Android und iOS erschien eine Mobilversion unter dem Titel House Flipper: Home Design.

## Spielprinzip
Am Anfang des Spiels kauft der Spieler ein heruntergekommenes Haus und kümmert sich um dessen Renovierung. Dazu gehören zum Beispiel Reinigungs- und Gestaltungsarbeiten wie die Schädlingsbekämpfung, Abfallentsorgung, Tapezieren, Putzarbeiten sowie handwerkliche und technische Arbeiten wie die Verkabelung und Elektroinstallation. Dafür stehen dem Spieler unterschiedliche Werkzeuge wie Hammer, Säge, Schraubenzieher oder Pinsel zur Verfügung. Die Arbeiten sollen dabei möglichst realistisch und detailliert stattfinden. Ebenfalls kann sich der Spieler um Dekoration, Design und seine eigene Stile bemühen. Danach wird das Haus möglichst gewinnbringend verkauft und der Spieler macht sich zum nächsten Haus auf. Neben dem Tagesgeschäft sind auch Auftragsarbeiten möglich. Neue Gegenstände und Fähigkeiten können erworben bzw. freigeschaltet und verbessert werden.

## Entwicklung und Veröffentlichung
House Flipper wurde von dem polnischen Studio Empyrean Games entwickelt. Erstmals veröffentlicht wurde das Spiel am 17. Mai 2018 von PlayWay S.A. auf der Online-Vertriebsplattform Steam. Zuvor befand sich das Spiel bereits im Steam-Greenlight-Programm. Mittlerweile stehen zwei kostenlose DLCs zur Verfügung. Apokalypse Flipper, das einen Atombunker und Safe-Räume hinzufügt und das DLC Cyberpunk Flipper. Außerdem wurden bereits drei kostenpflichtige DLCs veröffentlicht: Garden Flipper im Mai 2019, HGTV DLC im Mai 2020 und das Luxury DLC im Oktober 2021. Im Jahr 2022 soll das Tier-DLC erscheinen in der man verschiedene Haustiere halten kann. Im Oktober 2020 wurde zudem eine kostenlose abgespecktere Version für Android und iOS veröffentlicht. Am 27. August 2020 erschien House Flipper VR für die Oculus Quest im Oculus Store. Am 24. September 2020 erschien dann die PC-Version auf Steam.

## Rezeption
Nach der Veröffentlichung wurde das Spiel schnell auf Steam beliebt und zählte zu den meistverkauften Spielen auf dieser Plattform in diesem Zeitraum. Als Grund hierfür wird genannt, dass viele gerne Hobby-Architekten, Handwerker und Raumausstatter wären, dies im echten Leben allerdings mit viel Arbeit, Hindernissen und langweiligen und nicht amüsanten Arbeiten verbunden ist und gerade diese vergleichsweise Leichtigkeit, aber dennoch realistische Darstellung süchtig-machend ist. Kritisiert werden aber auch Spielfehler und zu wenig Umfang im Spiel, was die Langzeitmotivation negativ beeinflusst. Zudem ist das Spiel nichts für Leute, die sich für diese Tätigkeiten nicht interessieren, und kann daher für sie langweilig und monoton wirken. Auf Metacritic hat das Spiel einen Metascore von 68 von 100 Punkten erreicht. Auf Steam wurde das Spiel weitgehend positiv bewertet.